# Ödengesäß
Ödengesäß ist ein aufgegangener Wohnplatz auf der Gemarkung der Wertheimer Ortschaft Nassig im Main-Tauber-Kreis in Baden-Württemberg.

## Geographie
Der Wohnplatz Ödengesäß befindet sich am nordöstlichen Ortsrand der Wertheimer Ortschaft Nassig, in welcher der Wohnplatz aufgegangen ist.

## Geschichte
Der Wohnplatz wurde im Jahre 1307 erstmals urkundlich als Oesingesezze erwähnt. Dabei handelte es sich es um den Sitz des Oso. Herrschaftlich und grundherrschaftlich gehörte der Ort zur Grafschaft Wertheim. Im Jahre 1309 vergabte Graf Konrad von Vaihingen dort den von den Wertheimern ererbten Besitz an das Kloster Bronnbach. Der Ort gehörte einst zur Zehnt Wertheim und die Ortsherrschaft war vergleichbar mit der von Vockenrot und im Jahre 1454 Wertheimer Lehen für die Klinkhart. In der Neuzeit gehörte der Ort unmittelbar den beiden Grafenhäusern, bevor er im Jahre 1806 badisch wurde. Auf dem Messtischblatt Nr. 6222 „Nassig“ von 1881 war der Ort als Oedengesäss mit etwa 20 Gebäuden verzeichnet. Im Jahre 1897 wurde Ödengesäß mit Nassig vereinigt. Der Wohnplatz kam als Teil der ehemals selbständigen Gemeinde Nassig am 1. Januar 1972 zur Stadt Wertheim.

## Religion
Kirchlich gehörte Ödengesäß ursprünglich zu Reicholzheim, ab 1297 zu Sachsenhausen und heute zu Nassig.

## Kulturdenkmale
Kulturdenkmale in der Nähe des Wohnplatzes sind in der Liste der Kulturdenkmale in Wertheim verzeichnet.

## Verkehr
Der Ort ist über die L 507 und die L 508 zu erreichen. Am Wohnplatz befindet sich die gleichnamige Straße Ödengesäß.